# Редунки
Редунки (Redunca) са род дребни водни козли, обитаващи Субсахарска Африка.

## Видове
- Планинска редунка (на латински: Redunca fulvorufula)
- Голяма редунка (на латински: Redunca arundinum)
- Обикновена редунка (на латински: Redunca redunca)